# Vänsterkommunism
Vänsterkommunismen är ett samlingsbegrepp för kommunistiska organisationer och strömningar som varit kritiska mot marxism-leninismens idéer och politik, framför allt under 1920-talet. Vänsterkommunisterna har ansett sig vara mer renlärigt marxistiska än den marxism-leninism som spreds av Kommunistiska internationalen efter dennas "bolsjevisering" under Josef Stalin och under dess andra kongress 1920. Vänsterkommunisterna var också kritiska mot trotskismen. Vänsterkommunistiska rörelser fanns främst under mellankrigstiden, men har även inspirerat nyare marxistiska strömningar under efterkrigstiden.
Det finns två huvudsakliga strömningar inom vänsterkommunism, dels den tysk-holländska (ofta kallad rådssocialism eller rådskommunism), med Anton Pannekoek som ledande förespråkare och den italienska med Amadeo Bordiga som ledande förespråkare. Det fanns dock även rysk och brittisk vänsterkommunism. Dessa uppkom i samband med revolutionsvågen 1917–1923 som i mångt och mycket en opposition mot bolsjevikernas ställningstaganden (bland annat deras giltighet i Västeuropa) eller uppbyggnaden av deras partiapparat. De olika vänsterkommunisterna var från början alla medlemmar i Kommunistiska internationalen. Senare lämnade de alla denna international, fast vid olika tillfällen. Vladimir Lenin kritiserade samtliga dessa strömningar i sin bok Radikalismen – kommunismens barnsjukdom. Denna text fick dock relativt snabbt mothugg av Herman Gorter i hans Öppet brev till kamrat Lenin.
De ryska vänsterkommunisterna motsatte sig freden i Brest-Litovsk och förespråkade istället ett revolutionärt storkrig mot alla kapitalistiska länder.[källa behövs]
Även om hon mördades 1919 innan vänsterkommunismen hade utkristalliserats som en egen strömning har Rosa Luxemburg influerat de flesta vänsterkommunister.[källa behövs]